# Craugastor augusti
Craugastor augusti is een kikker uit de familie Craugastoridae. De soort werd voor het eerst wetenschappelijk beschreven door Alfredo Dugès in Paul Brocchi in 1879. Oorspronkelijk werd de wetenschappelijke naam Hylodes augusti gebruikt. De soort behoorde lange tijd tot het geslacht Eleutherodactylus. De soortaanduiding augusti is een eerbetoon aan de bioloog Auguste Duméril (1812 - 1870).
De kikker komt voor in Mexico en het zuidelijke deel van Verenigde Staten.
Een volwassen Craugastor augusti wordt gemiddeld 47 tot 94 millimeter lang. De kikker heeft een karakteristieke huidplooi over de kop en redelijk goed ontwikkelde tuberkels (knobbeltjes) op hun voeten.